# Nandus andrewi
Nandus andrewi är en fiskart som beskrevs av Ng och Jaafar 2008. Nandus andrewi ingår i släktet Nandus och familjen Nandidae. IUCN kategoriserar arten globalt som otillräckligt studerad. Inga underarter finns listade i Catalogue of Life.